# Udruženje za jugoslavensku demokratsku inicijativu
Udruženje za jugoslavensku demokratsku inicijativu (kratica: UJDI) je bila jugoslavenska politička stranka ekstremno lijevog usmjerenja. Osnovana je 2. veljače 1989. u dvorani br. VII Filozofskog fakulteta u Zagrebu. Sačinjavali su je marksisti koji su se zalagali za socijalističku i unitarnu Jugoslaviju i protivili se stvaranju suverene i neovisne Republike Hrvatske. Stranka nije naišla na širu potporu među građanima Jugoslavije te je ubrzo bila gurnuta na političku marginu.
Predsjednici su bili prvo Branko Horvat, a nakon njega je to bio Nebojša Popov. Direktor je bio Žarko Puhovski.
Ostali članovi odbora su bili Bogdan Bogdanović, Milan Kangrga, Lev Kreft, Shkëlzen Maliqi, Vesna Pešić, Koča Popović, Milorad Pupovac, Ljubiša Ristić, Božidar Gajo Sekulić, Rudi Supek, Ljubomir Tadić, Dubravka Ugrešić, Predrag Vranicki i Nenad Zakošek.
Od ostalih članova UJDI-a, nakon raspada Jugoslavije, u hrvatskom javnom životu istakao se Tomislav Reškovac, jedan od suatora udžbenika za predmet Marksizam i socijalističko samoupravljanje. Bio je ravnatelj Instituta Otvoreno društvo - Hrvatska, član ekspertne skupine Cjelovite kurikularne reforme i jedan od autora programa stranke Možemo!. Predsjednik je povjerenstva za izvannastavnu aktivnost "Građanski odgoj i obrazovanje" u osnovnim i srednjim školama Grada Zagreba.
Na predsjedničkim izborima u Srbiji 9. prosinca 1990. Ivan Đurić je kandidirao kao zajednički kandidat UJDI i Saveza reformskih snaga (SRSJ, Federacija reformističkih snaga u Jugoslaviji) i dobio s 5,5% za treće mjesto.
1992. godine u Srbiji se UJDI udružio sa SRSJ i još nekim političkim skupinama u Građanski savez Srbije.